# Kitty Holley
Pour les articles homonymes, voir Holley.
Kitty Holley est une artiste peintre française née le 23 août 1949 à Liège en Belgique.

## Biographie
Née dans le milieu artistique de l'art abstrait des années cinquante, elle côtoie dès son enfance, les artistes Jean Dewasne, Edgard Pillet, Jesús-Rafael Soto, Cesar Baldaccini, Brassaï, Robert Jacobsen qui viennent à l'atelier de Montparnasse où elle vit avec ses parents, l'architecte Michel Holley, et Francine Holley peintre abstraite et pianiste confirmée.
Kitty Holley étudie à l'École nationale supérieure des Beaux-Arts de Paris, UP6 (1969-1971) Unité expérimentale pédagogique enseignant l'architecture et les arts plastiques.
Dès 1972 elle travaille comme coloriste avec les architectes André Martinat, Jean Chaillet et Michel Holley et réalise, entre 1983 et 1991, une vingtaine de fresques murales en marbre ou en carrelage dans des halls d'entrée d'immeubles.
De 1993 à 2004, elle réalise une vingtaine de modèles de tapis en édition limitée pour Été Diffusion.
Son travail est très marqué par des années de pratique de danse et par des nombreux voyages. Elle explore différentes disciplines, du bharata natyam au butō, de la danse contemporaine avec Janine Solane et au Merce Cunningham Studio à New York en 1998 au Qigong dans les montagnes jaunes en Chine en 2004.
Avec la compagnie Sylvie Deluz elle crée une chorégraphie avec cinq danseurs L'Espace traversé au Théâtre Iséion à Montpellier en 1993.
Son expérience entre architecture et danse la prépare à son travail gestuel qui inscrit sa peinture dans l'espace. Première exposition personnelle en 1991.
L'installation Clusters exposée à la Galerie Marie Robin à Paris (2011) puis à l'École nationale supérieure des techniques avancées ENSTA à Saclay (2014-2015) met en scène sa réflexion autour des interactions entre l'art et les sciences.

« Cette exposition avait réuni le son qui passait des profondeurs de l’océan aux profondeurs du ciel, l’image qui évoquait aussi bien la cellule que les planètes, et l’écrit qui maniait les concepts et les symboles scientifiques et philosophiques »

## Expositions personnelles
Les œuvres de Kitty Holley ont été exposées  
- à l'Alliance française de Pondichéry, Inde, en 1996.
- au Centre Cultural dos Correios à Rio de Janeiro au Brésil en 2001.
- au Musée du Donjon à Niort en 2003[2].
- au Musée Roybet Fould à Courbevoie en 2004[2]. Lydia Harambourg[2] «Francine et Kitty Holley», la Gazette de Drouot, 14 mars 2003.
- à la Galerie Georges Detais, Paris en 2004[3] .
- au Musée de l’Académie des Beaux Arts de Canton en Chine en 2006[4], Commissaire d'exposition Sam Quoc-Chan.
- au Centro cultural de Las Condes à Santiago du Chili en 2008, Commissaire d'exposition Pablo Poblète.
- à la Galerie Marie Robin, Paris en 2011. Installation «Clusters».
- à la Galerie Marie Robin, Paris en 2013[5]. Lydia Harambourg, «Kakemonos» , La Gazette de Drouot, 2013[5].
- à la Galerie Kaytava de l’Institut Français d’Helsinki en Finlande, en 2014.
- à la Galerie Marie Robin, Paris en 2014. Exposition «Les Boréales»
- à l'Ecole Nationale Supérieure des Techniques Avancées ENSTA à Paris Saclay en 2014-2015. Installation «Clusters».
- à la Galerie Convergences, Paris en 2019[6],[7].
- à la Galerie Giudecca Art Space, à Venise en 2022.
- au Musée d'Art et d'Histoire de Cholet en 2023, Installation «Clusters», Fête de la Science

## Récompenses et distinctions
- Prix Pierre Cardin 1996 section peinture décerné par l’Académie des Beaux-Arts de Paris.
- Médaille d’argent 2020 décernée par la Société académique Arts-Sciences-Lettres.
- Prix International d'Art Contemporain Laocoonte 2024 décerné par l'Accademia Italia in Arte nel mondo à Brindisi.
- Prix Ubaldo Lay catégorie Attore 2024 décerné par l'Accademia Italia in Arte nel mondo à Brindisi.

## Ouvrages publiés
- Kitty Holley, Sur les ailes du silence, Paris, Editions Circus Company, 2004, 13 p. (ISBN 2-9524004-0-7)
- Kitty Holley, Éphémère Éternité, Paris, Editions Unicité, 2020, 120 p. (ISBN 978-2-37355-419-9, lire en ligne)
- Kitty Holley, Outre marine, Paris, Editions Unicité, 2021, 98 p. (ISBN 978-2-37355-521-9, lire en ligne)
- Kitty Holley, Contre-jour, Paris, Editions Unicité, 2022, 108 p. (ISBN 978-2-37355-742-8, lire en ligne)
- Venise Ligne d'Onde, Venezia Linea d'Onde, Editions Unicité, 2023, Traduction Andrea Giramondo, 65 p.[8]
- Comme un point qui s'élance, Paris, avec Joëlle Thienard et Charlotte Escamez, Editions Unicité, 2024, 62 p.[9]

## Parutions
- Revue Le Mur vivant n°73, Bobigny, 1984.
- L'Art sous toutes ses formes, Paris 13e, éditions FUS-ART, 1992.
- Follow Traveler (Lü Ban), Kitty Holley, page culture, Canton, Chine, 2006.
- Art Gallery Magazine, Chine, My Oriental Nostalgic, 2009.
- Catalogue Clusters, 2011.